# Stazione di Osoppo
La stazione di Osoppo è una stazione ferroviaria passante in superficie, della linea ferroviaria Gemona del Friuli-Sacile.

## Storia
La stazione venne attivata il 1º novembre 1914, all'apertura della tratta da Pinzano a Gemona della linea Casarsa-Gemona.
Dal 2006 viene utilizzata esclusivamente come scalo merci della zona industriale di Rivoli.
Con la riattivazione della ferrovia ad uso turistico da parte di Fondazione FS avvenuta nel 2018, la stazione è servita occasionalmente da convogli turistici.

## Strutture e impianti
La stazione è dotata di 4 binari con marciapiede ed altri 3 binari, collegati tra loro da passerelle in quanto non sono presenti sottopassaggi.